# 代格斯海姆

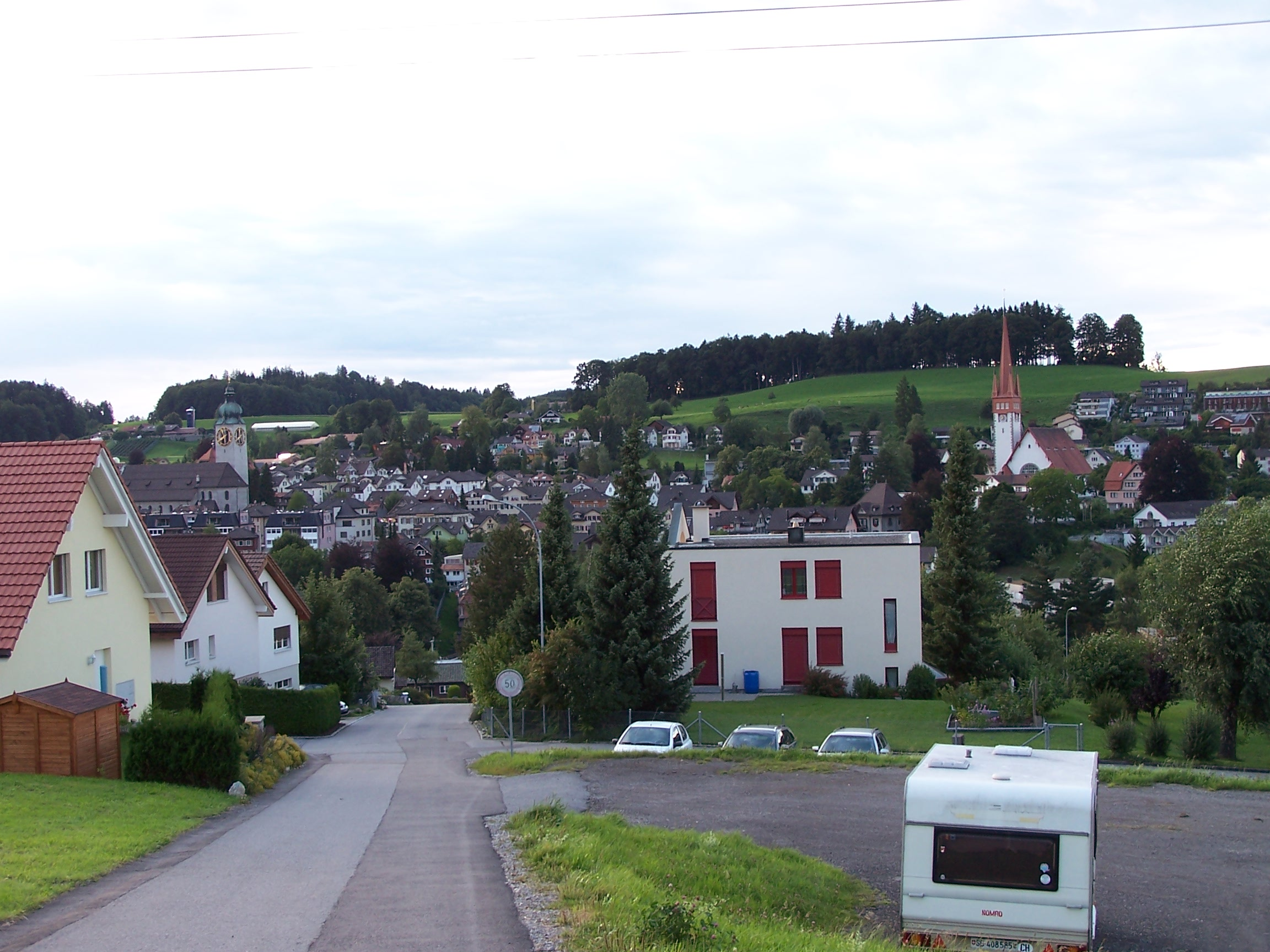

代格斯海姆（德语：Degersheim）是瑞士的城鎮，位於該國東北部，由聖加侖州負責管轄，面積14.46平方公里，海拔高度800米，2011年人口3,887，四成半人口信奉羅馬天主教，人口密度每平方公里269人。

## 外部連結
- Official website （德文）